# Oreonectes anophthalmus
Oreonectes anophthalmus је зракоперка из реда Cypriniformes. 

## Угроженост
Ова врста се сматра рањивом у погледу угрожености врсте од изумирања.

## Распрострањење
Кина је једино познато природно станиште врсте.

## Станиште
Станиште врсте су слатководна подручја.